# Argyrosticta amoenita
Argyrosticta amoenita là một loài bướm đêm trong họ Noctuidae.